# 2024年中央广播电视总台春节联欢晚会
2024年中央广播电视总台春节联欢晚会，简称2024年央视春晚，是中央廣播電視總台于2024年2月9日（農曆癸卯年十二月三十除夕）为庆祝龙年新年到来而举办的综合性文艺晚会，由蕾担任总导演。本届央视春晚是自1983年开办以来的第42届央视春晚，以“龙行龘龘，欣欣家国”为主题。该春晚共设四个分会场，分别在北京主会场和辽宁沈阳、湖南长沙、陕西西安、新疆喀什。

## 前期安排工作
2023年12月2日，总台甲辰龙年春晚的主标识正式发布。2024年总台春晚主标识以“龘”字为主视觉符号，整体设计以中国传统篆刻艺术中极具特色的“国朝官印”字体——九叠篆为灵感来源，庄重平衡、中正匀称，彰显出大气雄健的文化气象。主标识由中国探月工程、中国行星探测工程标识的设计者顾永江设计，在传统书法的基础上，进行了富有现代气息的“再加工”，金属质感的色彩光泽让“龘”字的造型酷似一枚芯片——从古老汉字到现代科技，龙年春晚主标识连接古今、融通未来。
2024年2月1日，中央广播电视总台《2024年春节联欢晚会》举行記者會，介绍本届春晚节目和技术创新应用特点，同时发布主会场及四地分会场舞美设计。同日，本届春晚动画宣传片《看春晚 迎龙年》上线播出。

### 彩排
2024年春晚首次彩排於1月15日，其中四次彩排分別在1月15日，1月21日，1月28日和2月4日。2月7日隨著第五次彩排的完成。至此春晚所有的彩排工作全部結束。
第二次彩排於1月21日完成，其中辽宁沈阳、湖南長沙、陕西西安以及新疆喀什分会场与北京主会场节目合排亮相。

## 播出頻道

### 電視直播
- 中国大陆
  - 中央广播电视总台：中国中央电视台综合频道（CCTV-1）（含港澳版，now寬頻電視541、澳广视71、港台电视33）、综艺频道（CCTV-3）、中文国际频道（CCTV-4）、国防军事频道（CCTV-7）、少儿频道（CCTV-14）、音樂频道（CCTV-15）、农业农村频道（CCTV-17）、4K超高清频道（CCTV-4K）、8K超高清频道（CCTV-8K，不提供歌词字幕）、全国各地大部分卫星电视频道、地面无线电视频道、公交车移动电视频道（含湖南卫视同步直播），中央人民广播电台（中央广播电视总台中国之声、中央广播电视总台音乐之声、中央广播电视总台经典音乐广播、中央广播电视总台文艺之声、大湾区之声、台海之声、中国乡村之声、中央广播电视总台环球资讯广播、南海之声、中央广播电视总台中国交通广播等广播频率）：2024年2月9日晚20点00分
  - 中國環球電視網 ：各頻道以「CGTN Super Night 2024」（2024超級夜看春晚）作正式名稱，而央視春晚廣告時段和小品類節目將會改為CGTN製作的特別節目
    - 英語頻道（英文：CGTN Super Night – 2024 Spring Festival special）：2024年2月9日晚上7点30分（部分節目時段將改為英語頻道製作的特別節目）
    - 法語頻道（法文：Gala de la Fête du Printemps de China Media Group）：2024年2月9日晚上7点30分（部分節目時段將改為法語頻道製作的特別節目）
    - 西班牙語頻道（西班牙文：Gala de la Fiesta de la Primavera 2024）：2024年2月9日晚上7点30分（部分節目時段將改為西班牙語頻道製作的特別節目）
    - 俄語頻道（俄文：Новогодний гала-концерт Медиакорпорации Китая – 2024）：2024年2月9日晚上8点（部分節目時段將改為俄語頻道製作的特別節目）
    - 阿拉伯語頻道：2024年2月9日晚上7点30分（部分節目時段將改為阿拉伯語頻道製作的特別節目）
- 香港
  - 無綫電視J2：2024年2月9日20:00-2月10日00:30以「2024 甲辰年中央廣播電視總台春節聯歡晚會」為名稱播出。
  - NowJelli紫金國際台：2024年2月9日20:00-2月10日00:30以「2024中央廣播電視總台春節聯歡晚會」為名稱播出。
- 澳門
  - 澳視澳門台：2024年2月9日20:00-1月22日00:30以「直播2024中央廣播電視總台春節聯歡晚會」為名稱播出。
  - 澳門有線第三高清頻道：2024年2月9日20:00-1月22日00:30以「直播2024中央廣播電視總台春節聯歡晚會」為名稱播出。
  - 澳亞衛視
- 美国
  - 美國中文電視台
  - 美國城市衛視
  - 美國Sino TV
  - 美國ODK Media
- 加拿大
  - 加拿大新動力傳媒
  - 加拿大魅力中國
- 阿联酋
  - 阿聯酋中阿衛視

### 重播
- 中国中央电视台以下频道亦进行了重播（重播的语言类节目均配有字幕，除特别注明外，均以北京时间为准）：
  - 综合频道：2月10日8:37-14:00（中途插入播出《新闻30分》）、2月12日22:37-2月13日3:30、2月14日8:37-14:00（中途插入播出《新闻30分》）
  - 财经频道：2月10日11:30-16:20、2月11日19:30-2月12日0:20、2月12日19:30-2月13日0:20、2月13日9:03-13:50
  - 综艺频道：2月10日0:54-5:30、11:28-16:20
  - 中文国际频道：2月10日9:00-14:45（中途插入播出《中国新闻》）、2月11日15:08-20:00、2月12日9:04-15:00（中途插入播出《中国新闻》）
  - 农业农村频道：2月10日13:30、2月11日6:40、2月12日13:30-18:30
  - 少儿频道：2月14日22:05-收台
  - 音樂频道：2月10日6:00-11:00
  - 4K超高清频道：2月10日6:00-11:00
  - 8K超高清频道：2月10日6:00-11:00
- 中国湖南卫视：2月13日13:30-18:30（录制中央电视台农业农村频道版本）。
- 新加坡新传媒8频道：2月12日13:30-18:30、2月13日1:30-6:00（录制中央电视台中文国际频道版本)。
- 马来西亚八度空間：2月10日：07:00-10:00（录制中央电视台中文国际频道版本)

### 新媒體直播
- 中国大陆
  - 網路平台：春晚在央视频、央视新闻、云听、央视网、央广网、国际在线等播出。
  - 國內社交媒體平台：中央广播电视总台旗下的央視新聞、央視頻、央視網的抖音、快手、微博帳號等同時進行直播。
  - 國外社交媒體平台：为面向海外和港澳台觀眾，Youtube頻道“CCTV春晚”提供正常版和4K直播；另外总台68种语言对外新媒体平台同步直播报道本届春晚[9]。
- 日本
  - Niconico動畫：于2024年2月9日15:30（UTC+09:00）開始同步直播。

## 节目单
- 总导演：蕾
- 主持人：
  - 任鲁豫、尼格买提、撒贝宁、龙洋、马凡舒
  - 湖南长沙分会场主持人：张舒越、何炅 （湖南广播电视台）
  - 辽宁沈阳分会场主持人：杨帆、刘心悦（辽宁广播电视台）
  - 陕西西安分会场主持人：郭若天、吕默（西安广播电视台）
  - 新疆喀什分会场主持人：张韬、迪丽达尔·雪合热提（新疆广播电视台）

官方于2月9日（除夕）下午公布完整节目单，相比过去晚了一天。
| 序号     | 類型               | 节目 | 表演者 |
| -------- | ------------------ | --- | --- |
| 0        |                    | 八点报时 | 无 |
| 1        | 短片               | 《我們的春晚》 | 導演：張大鵬 配音：范偉 |
| 2        | 開場               | 《鼓舞龍騰》 | 演唱：許娣、劉佩琪、蘇有朋、陳龍、沙溢、王陽、胡歌、唐嫣、黃軒、辛芷蕾、楊冪、毛曉彤、宋軼、侯雯元、黃曦彥、史倉庫、譚金淘、劉影等 中國鼓領奏：王佳男 中國大鼓：鄭瑀、孔繁瑞、李尚、宋恩、張福強、李𤣳 中國排鼓：劉佳、侯一嵐、黃晰霖、田園 領舞：趙磊、胡適、夏天、劉天一、林嘯 |
| 3        | 歌曲               | 《嘿 少年》 | 演唱：王凯、陈伟霆、朱一龙 |
| 4        | 相聲               | 《我要不一樣》 | 表演：岳云鹏、孙越 |
| 5        | 創意年俗秀         | 《別開生麵》 | 導演：張藝謀 演唱：黑撒樂隊、李亮節、白舉綱、曾舜晞 特邀樂隊：胡歌、唐嫣、辛芷蕾、陳龍 表演：張倍源、楊帥、張亞軍、史倉庫、朱愛芳、張國慶、王白利 |
| 6        | 中國傳統紋樣創演秀 | 《年錦》 | 藝術顧問：常沙娜 演唱：劉濤、劉詩詩、李沁、關曉彤 |
| 7        | 小品               | 《那能一樣嗎》 | 表演：蔣詩萌、何歡、章若楠、任梓慧、張弛 |
| 8        | 陜西西安分會場     | 陜西西安分會場 | 陜西西安分會場 |
| 8        |                    | 《山河詩長安》 | 表演：張若旳、唐詩逸、朱鐵雄 說唱：派克特 秦腔：楊力 指揮：孫一凡 |
| 9        | 舞蹈               | 《錦鯉》 | 领舞：华宵一 表演：北京舞蹈学院 |
| 10       | 歌曲               | 《像你這樣的朋友》 | 演唱：王錚亮、陳楚生、蘇醒、張遠、陸虎、王櫟鑫 |
| 11       |                    | 公益廣告一《中華一家人》 | 公益廣告一《中華一家人》 |
| 12       | 魔術               | 《守歲共此時》 | 表演：刘谦 |
| 13       | 歌曲               | 《健康到到令》 | 演唱：周深 |
| 14       | 相聲               | 《導演的「心事」》 | 表演：金霏、陳曦、董建春、李丁、盛偉、周鵬飛、小虎、安吉鵬、高嘉豪 |
| 15       | 歌詠               | 《如果要寫年》 | 表演：毛不易、李柏霖、湖南會同粟裕希望小學田野詩班 |
| 16       | 合唱               | 《看動畫片的我們長大了》 | 表演：鞠萍、小鹿、月亮、金豆、一天、芝麻、杜悅、依斯坎的爾、蔡雲詠、各行各業代表 |
| 17       | 遼寧瀋陽分會場     | 遼寧瀋陽分會場 | 遼寧瀋陽分會場 |
| 17       |                    | 《冬日暖陽》 | 鋼琴：郎朗 嗩吶：孫明川 張淇、董寶石、吉克隽逸、張天愛 表演：林曉峰、潘斌龍、秦嵐、許君聰、惠若琪、郭艾倫、龐奕欣、武大靖、張百喬、賴美雲、王心妤 |
| 18       | 歌曲               | 《不如見一面》 | 演唱：海來阿木、單依純 |
| 19       | 小品               | 《開不了口》 | 表演：郭耘奇、謝澤成、閆佩倫、張祐維、勝哲 |
| 20       | 歌曲               | 《拼音》 | 演唱：黄渤 |
| 21       |                    | 公益廣告二《中國式浪漫》 | 公益廣告二《中國式浪漫》 |
| 22       | 戲曲               | 《百花爭豔》 | 表演：孟廣祿、裘識、路潔、孫亞軍、翟墨、侯宇、金不換、譚笑、陳巧茹、吳嘉琳、蔡錦浩、姚斌、陳麗君、李雲霄、唐愷、張歡、戴忠宇、吳奇峪、徐朝皝、徐朝贏、張青民、王醒醒、李現闖、李重均，陳少雲、朱強                                                                               |
| 23       | 小品               | 《寒舍不寒》 | 表演：沈騰、馬麗、艾倫 |
| 24       | 歌曲               | 《枕著光的她》 | 演唱：任素汐 表演：王聖哲、高賈雪 |
| 25       | 舞蹈               | 《鵝鵝鵝》 | 领舞：戚冰雪、郭思齊、龔詩棋 歌舞：上海芭蕾舞團、浙江省義烏書旭光少兒舞蹈藝術團 |
| 26       | 歌曲               | 《上春山》 | 演唱：魏晨、魏大勋、白敬亭 |
| 27       | 新疆喀什分會場     | 新疆喀什分會場 | 新疆喀什分會場 |
| 27       |                    | 《舞樂新疆》 | 演唱：王宏偉、于朦朧、迪麗熱巴·迪力木拉提、艾熱 |
| 28       | 小品               | 《咱家來客了》 | 表演：于洋、朱天福、王繼續、鍾雅婷、關景天 |
| 29       | 功夫微電影         | 《爭春》 | 表演：袁和平、樊少皇、吳樾、此沙 |
| 30       | 舞劇               | 《咏春》選段 | 领舞：常宏基、张娅姝 表演：深圳歌剧舞剧院 |
| 31       | 歌曲               | 《永恆的詩篇》 | 演唱：克孜勒蘇自治州歌舞團、安達組合、西藏昌都市康巴文化藝術團 |
| 32       |                    | 公益廣告三《龍的傳人》 | 公益廣告三《龍的傳人》 |
| 33       | 歌曲               | 《龍》 | 演唱：孫楠、張杰 |
| 34       | 歌曲               | 《禮序》 | 演唱：古巨基、陳柏宇、蘇有朋、宋佳、麥嘉欣、黃安麗、梁熙妍、楊蕎玉、孫思程、王寧澤、倪念一、鄭一、羅逸橋 |
| 35       | 歌曲               | 《曬share》 | 演唱：大張偉、劉宇寧等 |
| 36       | 軍歌               | 《決勝》 | 表演：中國人民解放軍文化藝術中心文藝輕騎隊、中國人民解放軍66477部隊 |
| 37       | 歌曲               | 《無我》 | 歌唱：韓紅 |
| 38       | 湖南長沙分會場     | 湖南長沙分會場 | 湖南長沙分會場 |
| 38       | 歌曲               | 《都實現》 《生日祝福歌（改编）》 《骄傲的少年》 《星辰大海》 | 歌唱：萬茜、鄧男子、張藝興、黃米依、格格 |
| 零點鐘聲 |                    | | |
| 39       | 歌曲               | 《讓幸福飛起來》 | 歌唱：王陽、黃軒、楊冪、毛曉彤 |
| 40       | 雜技               | 《躍龍門》 | 表演：河南省雜技集團、重慶雜技藝術團、國家蹦床隊 |
| 41       |                    | 《美人》 法語音樂劇《巴黎聖母院》選段 | 演唱：索拉爾、廖昌永、吉安·马可·夏雷提、張英席、安傑·洛德爾·維奇奧、袁岳岱 |
| 42       | 民歌串燒           | 民歌串燒 | 民歌串燒 |
| 42       |                    | 《我的家鄉我的歌》 川渝民歌《太阳出来喜洋洋》 江南民歌《采茶曲》 华北小调《对花》 回族花儿《吆骡子》 壮族民歌《山歌好比春江水》 广东童谣《落雨大》 陕北民歌《山丹丹花开红艳艳》 湖北民歌《龙船调》 台湾高山族民歌《美哉今夜》 山东民歌《谁不说俺家乡好》 | 演唱：楊興勇、千百、賓勝、瀋貝貝、何青青、林姿嫻、張春豐、劉洋洋、馬小明、劉海嘉、潘婷、姚啟媛、韋新琳、黃樂、錢思澄、彭顥堯、姚凱晴、陳子朗、林正軒、盧梓桐、石占明、貳強、野強強、劉賽、胡德夫 表演：中國殘疾人藝術團等                                                        |
| 43       | 舞蹈               | 《瓷影》 舞劇《唯有青白》選段 | 領舞：孟慶暘、左思遠 表演：中國東方演藝集團、景德鎮陶文旅集團 |
| 44       | 歌曲               | 《為了美好》 | 演唱：汪蘇瀧、郭霄 |
| 45       | 流行勁曲串燒       | 流行勁曲串燒 | 流行勁曲串燒 |
| 45       | 歌曲               | 北京主会场节目《向云端》 | 演唱： 北京主会场：黃綺珊、檀健次 |
| 45       | 歌曲               | 长沙分会场歌曲《年少的你啊》 | 演唱： 湖南长沙分会场：蔣敦豪、鷺卓、李耕耘、李昊、趙一博、卓沅、趙小童、何浩楠、陳少熙、王一珩 |
| 45       | 歌曲               | 西安分会场歌曲《剑魂》 | 演唱： 陕西西安分会场：胡夏、白宇 |
| 45       | 歌曲               | 沈阳分会场歌曲《我的纸飞机》 | 演唱： 辽宁沈阳分会场：王祖藍、張新成 |
| 45       | 歌曲               | 喀什分会场歌曲《我会等》 | 演唱： 新疆喀什分会场：希林娜依·高、黃霄雲 |
| 46       | 歌曲               | 《难忘今宵》 | 全体演员 |

节目单实际顺序为：1-34、36-40、35、41-46.

## 衍生节目
- 《下一站春晚》，2月8日（腊月二十九）19:30，于春晚、央视文艺、央视频、央视新闻客户端等新媒体平台播出。主持人：陈旻、月亮姐姐、王冰冰。[11][12]
- 《春晚等着你》，2月9日（除夕）12:00-20:00在央视综艺频道播出，与春晚无缝衔接。邀请即将登上春晚的演员聊天、互动、表演节目，探班春晚主会场、各地分会场台前幕后。[13]
- 《大家的春晚》，與小红书合作的陪伴式直播节目，探班春晚後台，探訪春晚台前幕後。主持人[14][15]：谢娜、王冰冰，嘉宾朱广权、佘诗曼、杨迪、孙雨朦、孙雨彤

## 花絮
本次央視春晚首次在新疆喀什設分会场，由于南疆地区长期以来疆独活动和恐怖襲擊较為頻繁，但在近几年当地治安环境已有大幅改善的情况下，央视最终选择喀什作为分会场举办地。喀什地委副书记宿召兵表示，在喀什设立分会场“是新疆的大事”，同时“也是中宣部、中央广播电视总台深入推进文化润疆的务实举措”。香港《星岛日报》报道称，这也是对西方媒体报道新疆的现况作出反击。
本届春晚中，刘谦是继2019年春晚后再次亮相。由于上次春晚的魔术表演结束后引发争议，最终刘谦回应“大家可以批评我的人格，但是请不要质疑我的业务能力”，但仍未平息风波，故暂时离开荧屏。节目中，参与表演的主持人尼格买提出现失误，未能拼出一张正确完整的扑克牌，之后另一位主持人撒贝宁也不忘在现场调侃“小尼的扑克牌没对上，他是全国唯一一个”；之后的重播中，上述镜头被保留。有网民指出，该魔术更像是一道数学问题，北京大学的学生也为此详细分析该魔术。分析认为，尼格买提并未按要求将两张牌放入中间位置，导致了失误的发生。北京市公安局官方微博亦就尼格买提“穿帮”一事发表微博，并引用其节目截图作为“典型案例”调侃。2月12日下午，尼格买提在微博提及“央视文艺”“春晚”微博就此提问“春晚还要重播几次”，“央视文艺”微博回应“再播亿遍”。在2月24日播出的总台2024年元宵晚会开场，尼格买提问全场“扑克牌都对上了吗”来自嘲，结果全场齐声回答“对上了”。在相声节目结束后，他向全场观众表演了一个小魔术，将春晚当晚没有对上的两张牌变为一对并变回一张完整的扑克牌，寓意“一切问题都会迎刃而解，分开的总会在一起”。
另外舞剧节目《咏春》选段系由深圳歌剧舞剧院创排演出的节目，该剧目曾于2023年在中国大陆多地、新加坡及香港举行演出100多场。戏曲节目《百花争艳》中，广东潮剧院的青年演员吴嘉琳和蔡锦浩共同表演了潮剧《苏六娘》选段“花园订约”，这是春晚历史上首个潮剧节目。亦此外电视剧《繁花》剧组、封神三部曲系列剧组也在本届春晚亮相，《繁花》四人组在《别开生麵》中的登场更使本届春晚再次出现春晚史上并不多见的吴语节目片段。周深的独唱节目《健康到到令》则由歌唱与八段锦的演绎结合，其创作来源于深圳当地年轻人乐于学习传统八段锦、咏春拳。
西安分会场的节目《山河诗长安》在大唐不夜城录制，结合了戏曲、舞龙表演等元素，承载了陕西说唱、高空水袖、东仓鼓乐和西方交响乐等节目，采用虚实结合的形式制作，并以动画AR的形式呈现李白形象。动画版李白在节目中与现场观众朗诵了《将进酒》。此外，白宇、闫妮、张艺谋、贾平凹等陕西籍文艺界人士也有为节目末尾的诗词吟诵配音。

## 反响
2月10日，中央广播电视总台发布本届春晚收视与互动数据，本届春晚无论是新媒体点播数和国际传播量，均突破历史记录。截至2月10日8时，春晚新媒体直播用户规模达7.95亿人，新媒体端直播收视次数16.89亿次，较2023年增长15.13%；“竖屏看春晚”直播播放量4.23亿次，较2023年提升48.14%，连续3年突破历史记录；春晚相关视频点播播放量43.63亿次，较2023年同期增加18.19%；春晚合作项目互动总人次达553.21亿次；社交媒体话题讨论量267.77亿次，较2023年同期增长49.76%。传统电视端方面，本届春晚中国大陆电视市场直播总收视份额达75.61%，其中总台播出频道总收视份额46.06%，CCTV-1收视份额30.84%，均突破历史记录。国际传播方面，总台旗下中國環球電視網5个电视频道、68种语言对外新媒体平台，以及全球200个国家和地区的2100多家媒体对春晚进行同步直播和报道，全球阅读量超过6.49亿次，视频观看量2.1亿次。而2024年也是联合国大会将农历新年列为联合国假日后的首个新年，总台“春晚序曲 全球看春晚”活动在世界各地举办近40场活动；全球49个国家、90座城市的3000余块公共大屏直播、宣传本届春晚，同时在世界主要地标性建筑上演春晚灯光秀。
据人民日报报道，央视2024春晚让沈阳、长沙、西安、喀什四地的文化旅游热度高涨，迎来旅游高峰。

## 獎項
| 年份   | 颁奖典礼                 | 奖项         | 入圍者                                 | 结果 | 備註   |
| ------ | ------------------------ | ------------ | -------------------------------------- | ---- | ------ |
| 2024年 | 第29届上海电视节白玉兰奖 | 最佳综艺节目 | 《中央广播电视总台2024年春节联欢晚会》 | 獲獎 | [ 32 ] |

## 争议
- 2023年12月6日，总台2024龙年春晚吉祥物形象“龙辰辰”发布，因其类似AI创作的画风受到网友质疑，春晚官方回应称确实为设计师所作，并发布视频展示其所用的工程文件。但视频中所展示的PSD文件过小，文件编辑时间均为2-3分钟之前，甚至只有线稿和成图等不符合常理的创作方式，被质疑实为AI创作。[33][34]

- 在2024春晚中，中国人民解放军作战部队首次亮相，这是作战单位首次亮相春晚。部分西方媒体评论称，春晚的温馨祥和与这种杀气腾腾的内容不甚相符，给人一种“要打仗”的联想。[35][36][37]

- 白敬亭、魏大勋、魏晨出演歌曲《上春山》，直播播出后中国网民热议白敬亭是否临时更换服装和抢占“C位”。[38][39] 央视内部人士证实，节目按彩排进行，白敬亭是无辜的。[40][41][42] 2024年12月31日，白敬亭起诉博主“李某某”、“方某某”恶意歪曲、虚构事实，构成对其名誉权的侵犯。[43] 2025年2月，白敬亭两案胜诉，执行法院为“北京互联网法院”。[44][45] 法院判令两被告赔礼道歉、赔偿损失。[46] 白敬亭起诉仇人获赔3.5万元。[47][48][49]
- 民歌节目《我的家乡我的歌》中对广东儿歌《落雨大》进行了改编，由于没有遵循粤语歌曲“倚声填词”的惯例，导致其中“花鞋花袜花腰带”一句与脏话发音近似，引发粤语区观众的争议。[50]

## 相关节目
- 综艺盛典
- 国家宝藏
- 我要上春晚
- 我的艺术清单
- 开门大吉
- 舞蹈世界
- 幸福账单